# Hans Barth
Hans Barth, né le 25 juin 1897 à Leipzig et mort le 9 décembre 1956 à Jacksonville en Floride, est un pianiste et compositeur américain d'origine allemande.

## Biographie
Né à Leipzig le 25 juin 1897, Hans Barth obtient très jeune une bourse pour étudier à l'École supérieure de musique et de théâtre Felix Mendelssohn Bartholdy de Leipzig. Il y étudie avec Carl Reinecke. Il part aux États-Unis en 1907, mais revient fréquemment en Allemagne. Sa rencontre avec Ferruccio Busoni l'incite à expérimenter de nouvelles gammes. Avec George L. Weitz, il met au point un piano portatif en quarts de ton en 1928, sur lequel il joue au Carnegie Hall le 3 février 1930. Il a notamment écrit un concerto pour piano pour cet instrument, avec un accompagnement d'orchestre à cordes également en quarts de ton. Ce concerto pour piano est créé avec Leopold Stokowski et l'Orchestre de Philadelphie le 28 mars 1930. Il est aussi l'auteur d'un ouvrage pédagogique pour le piano : Technic, publié en 1935, ainsi que divers essais.

## Œuvres
Il compose des œuvres en quarts de ton :
- Suite pour cordes, cuivres et timbales
- Quintette avec piano

### Œuvres orchestrales
- Concerto pour piano, 1928

### Œuvres pour piano
- Deux Sonates pour piano en écriture chromatique traditionnelle

### Opérettes
- Miragia (1938)

## Sources
- Nicolas Slonimsky, Alain Paris et Marie-Stella Paris (trad. de l'anglais), Dictionnaire biographique des musiciens, Paris, R. Laffont, 1995, 4728 p. (ISBN 2-221-06510-7, 978-2-221-06510-5 et 2-221-06787-8, OCLC 33096600, lire en ligne)